# جايل تويا
جايل تويا (مواليد 23 أكتوبر 1973) هو مبارز بالسيف فرنسي، مثّل بلاده في الألعاب الأولمبية الصيفية 2004.

## روابط خارجية
جايل تويا على موقع الاتحاد الدولي للمبارزة (الإنجليزية)
- جايل تويا على موقع اللجنة الأولمبية الدولية (الإنجليزية)
- جايل تويا على موقع أوليمبيديا (الإنجليزية)